# Michael Braungart
Michael Braungart (1958) es un químico y fundador de la Agencia para el Fomento de la Protección Ambiental (EPEA) en Alemania. Anteriormente había sido director de la sección de química de Greenpeace. Desde 1984 ha estado ofreciendo conferencias en empresas, instituciones y universidades, sobre nuevos conceptos críticos para la química ecológica y la gestión de los flujos de materiales. Ha recibido multitud de distinciones y premios, y ha sido profesor invitado por diversas organizaciones, como la Heinz Endowment o la W. Alton Jones Foundation, entre otras.

## McDonough Braungart Design Chemistry
Junto al arquitecto William McDonough ha escrito el libro Cradle to Cradle (De la cuna a la cuna): Rediseñando la forma en que hacemos las cosas y, en 1995, crearon la compañía McDonough Braungart Design Chemistry para el desarrollo de productos y sistemas, con el objetivo de ayudar a las empresas en la implantación de un protocolo de diseño sostenible, único en el mundo. Entre sus clientes se incluyen:
- Ford Motor Company (a la que ayudan en la construcción de la nueva planta de Ford en River Rouge por expreso deseo del Sr. Ford III)
- Nike (en la construcción de su nueva sede estadounidense)
- Herman Miller
- Basf
- DesignTex
- Pendleton
- Volvo
- El ayuntamiento de Chicago
- En España, está construyendo el edificio de Hábitat en Barcelona y varios hoteles en Mallorca.
- Video Ponencia Michael Braungart en Global Eco Forum 2008